# 부안 서문안 당산
부안 서문안 당산(扶安 西門안 堂山)은 대한민국 전북특별자치도 부안군 부안읍 서외리에 있는 조선시대의 당산이다. 1970년 5월 20일 대한민국의 국가민속문화재 제18호로 지정되었다.

## 개요
당산은 민간신앙에서 신이 있다고 믿고 섬겨지는 대상물이다. 부안 서문안 당산은 높은 돌기둥과 돌장승이 각각 1쌍으로 이루어져 있다. 돌기둥은 마을 밖의 부정한 것에 대한 침입을 막고 마을의 평안함을 위해 세운 솟대의 일종이다. 이 돌기둥은 각각 할아버지당과 할머니당으로, 할아버지 당산은 서문안 당산의 주신으로서 꼭대기에는 돌로 조각된 새가 얹혀 있다. 할머니 당산은 새를 따로 얹지 않고 돌기둥 윗부분에 새겨서 표현한 특징을 보인다.
돌장승 역시 남녀 한 쌍이다. 할아버지로 불리는 상원주장군(上元周將軍)은 탕건(모자의 일종)을 쓰고 수염이 있다. 할머니는 할아버지보다 조금 작은 모습으로 몸체에는 하원당장군(下元唐將軍)이라 새겨져 있다. 풍수지리설에 바탕을 둔 신앙물 중 하나인 이 돌기둥은 ‘짐대’라고도 하는데 이곳의 지형이 배가 떠있는 형상과 같아서 안정감을 주기 위해 세워진 것으로 보여진다.
마을에서는 돌장승 2기와 돌기둥 2기를 하나의 단위로 삼아 마을의 신으로 모시며, 매년 음력 정월초하루 자정을 전후해서 당산제를 지낸다. 예전에는 공동체의식이 강해서 마을사람들이 함께 모여 제사를 드렸지만 최근에는 몇 집만이 참여하는 것으로 축소되었고 이들의 위치도 보호관리상 할머니당산 쪽에 모아두고 있다.
돌기둥에는 조성 연대와 건립자를 알 수 있는 기록이 남아 있어 숙종 15년(1689)에 건립된 것임을 알 수 있지만, 돌장승의 경우 만들어진 연대는 정확히 알 수 없다. 보통 나무로 세워지는 장승과 솟대가 돌로 만들어지는 변화의 과정을 볼 수 있는 민속자료이다.

## 참고 자료
- 부안 서문안 당산 - 국가유산청 국가유산포털